# هیوندای اصلان
هیوندای اصلان (به انگلیسی: Hyundai Aslan) (به کره‌ای: 현대 아슬란) یک خودروی شرکتی است که از سال ۲۰۱۴ تا ۲۰۱۸ توسط هیوندای تولید و به بازار عرضه می‌شد. طراحی داخلی و خارجی آن شبیه به خودروی محور عقب هیوندای جنسیس است؛ اما طرح آن که خودروی محورجلو است و با بهره‌گیری از پلت‌فرم وای۶ با هیوندای گرانجور یکی است. از لحاظ اندازه، این خودرو بین گرانجور و جنسیس است و در بخشی از بازار است که چندین سال قبل مدل هیوندای دیناستی در آن قرار داشت. کلمه «اصلان» در زبان ترکی به معنی شیر است.

## موتورها
| مدل                     | سال(ها)      | تیپ/کد                                                                | قدرت@دور در دقیقه، گشتاور@دور در دقیقه                                                                                     |
| ----------------------- | ------------ | --------------------------------------------------------------------- | --- |
| لامبدا ۳٫۰ جی‌دی‌آی       | ۲۰۱۵ تا ۲۰۱۸ | ۲٬۹۹۹ سانتی‌متر مکعب (۱۸۳٫۰ اینچ مکعب) وی۶ (۳٫۰ لامبدا جی‌دی‌آی)/جی۶دی‌جی | ۲۰۱ کیلووات (۲۷۰ اسب بخار؛ ۲۷۳ اسب بخار متری) @ ۶٬۴۰۰ دور در دقیقه، ۳۰۸ نیوتن متر (۲۲۷ پوند نیرو-فوت) @ ۵٬۳۰۰ دور در دقیقه |
| لامبدا ۳٫۳ جی‌دی‌آی/جی۳۳۰ | ۲۰۱۵ تا ۲۰۱۸ | ۳٬۳۴۲ سانتی‌متر مکعب (۲۰۳٫۹ اینچ مکعب) وی۶ (۳٫۳ لامبدا جی‌دی‌آی)/جی۶دی‌اچ | ۲۱۹ کیلووات (۲۹۴ اسب بخار؛ ۲۹۸ اسب بخار متری) @ ۶٬۴۰۰ دور در دقیقه، ۳۴۳ نیوتن متر (۲۵۳ پوند نیرو-فوت) @ ۵٬۲۰۰ دور در دقیقه |

## جعبه‌دنده
تمام مدل‌های ۲۰۱۴ تا ۲۰۱۶ اصلان شامل یک جعبه‌دنده خودکار ۶ دنده با حالت تعویض دستی شیفت‌ترونیک می‌باشد. مدل‌های ۲۰۱۷ نیز شامل یک گیربکس اتوماتیک ۸ سرعته با حالت تعویض دنده دستی شیفت‌ترونیک می‌باشند.

## نگارخانه

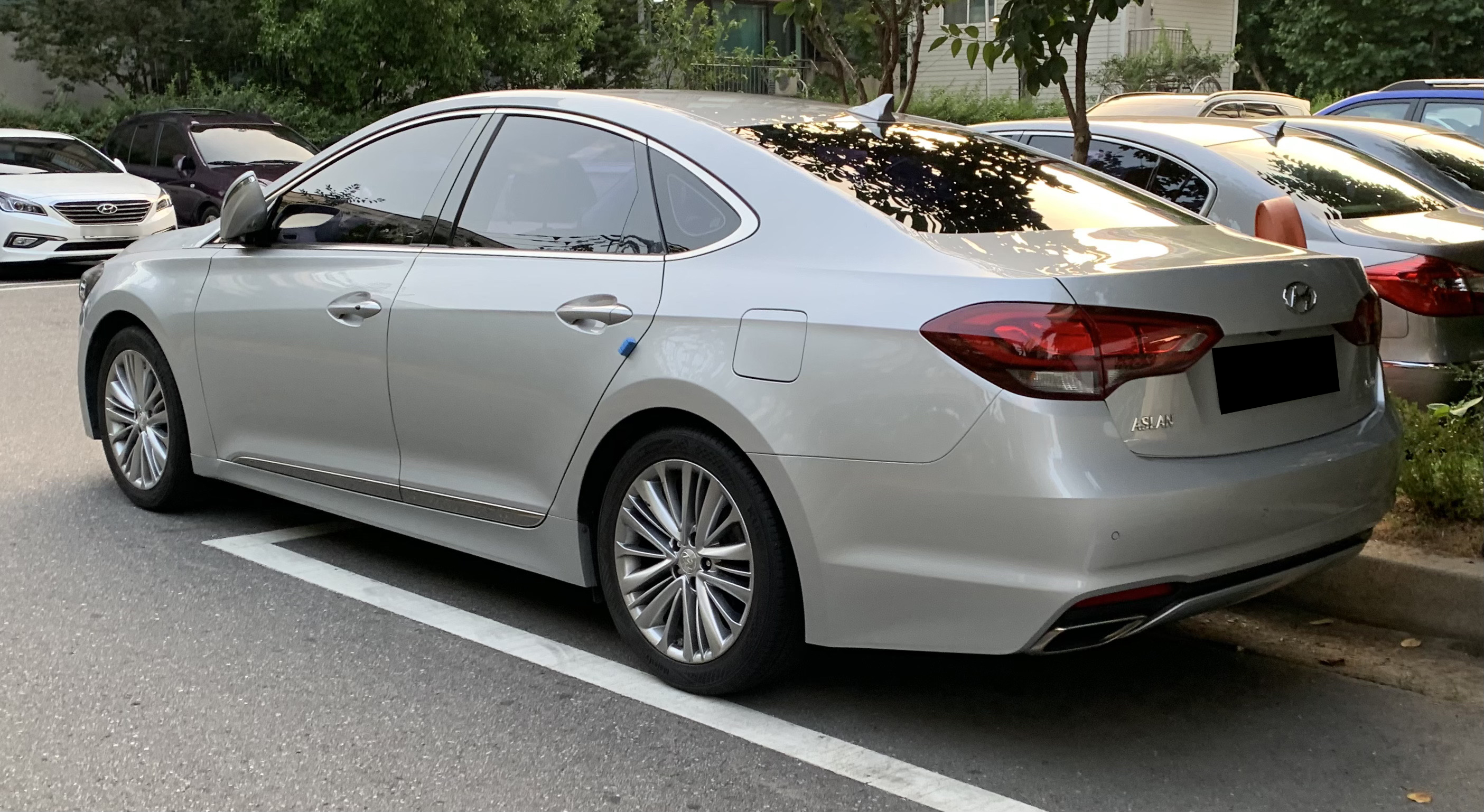
نمای عقب